# بيلوجا للشحن
بيلوجا للشحن (الإنجليزية :Beluga Shipping) شركة شحن ألمانية للسلع الثقيلة في مدينة بريمن الهانزية . كانت رائدة في السوق العالمية في مجال الشحن الثقيل ومبتكرة للغاية في المجالات ذات الصلة. على هذا النحو ، كانت أول من زود سفن أسطولها بـ SkySails التي يمكن أن تقلل من استهلاك الوقود بنسبة تصل إلى 5 ٪، وكانت أول شركة ترسل سفينة ثقيلة من أوروبا إلى آسيا على طول طريق البحر الشمالي عبر المحيط المتجمد الشمالي بدلاً من قناة السويس. تم إعلان افلاس الشركة في مارس 2011 ، مما أثر على 670 موظف.

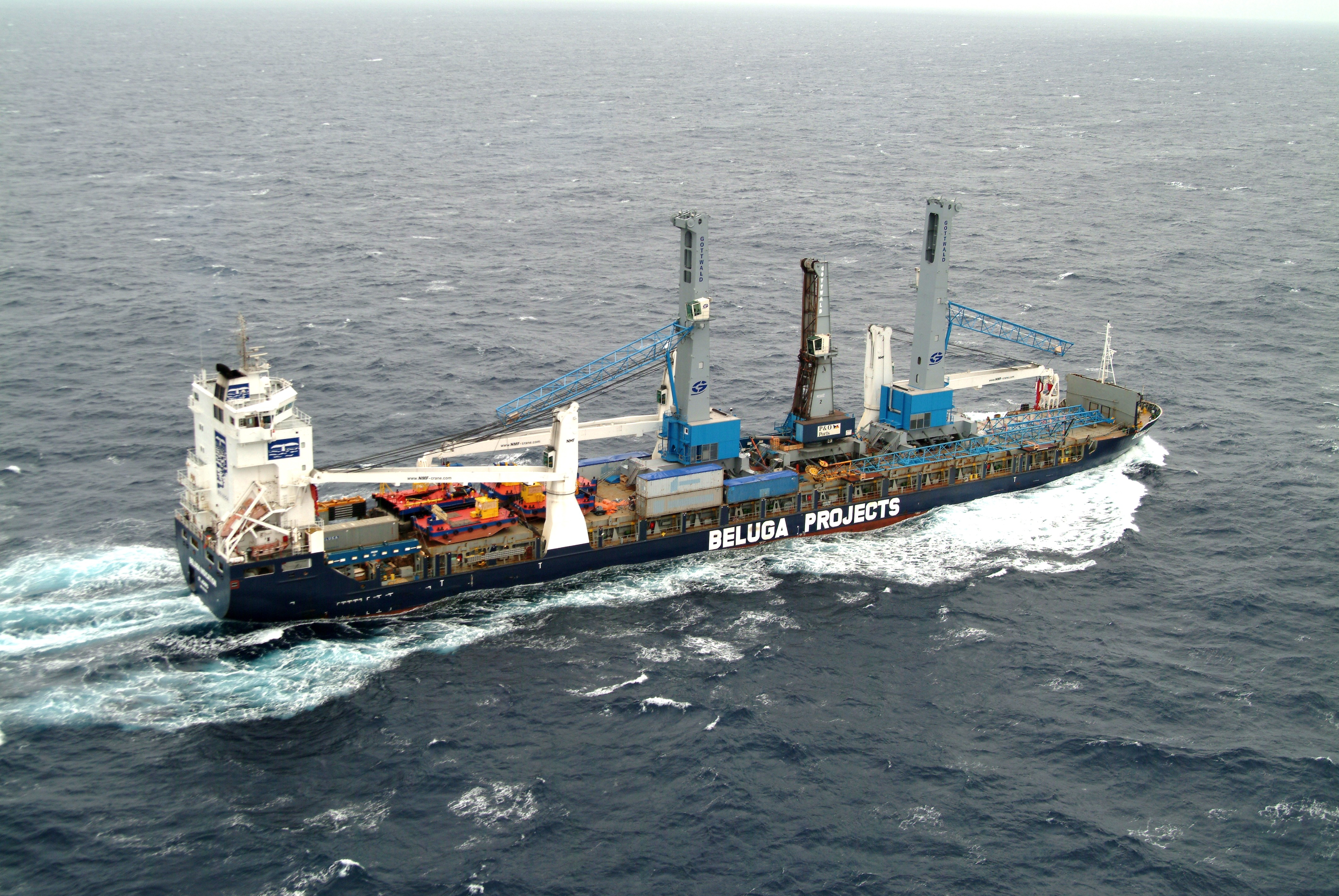
تنقل ناقلة البضائع الثقيلة متعددة الأغراض MV Beluga Indication ثلاث رافعات مرفئية متنقلة والعديد من المراكب على المحيط

## روابط خارجية
- مجموعة بيلوجا
- مدرسة بيلوجا للحياة